# Willow Creek (Montana)
Willow Creek è un census-designated place degli Stati Uniti d'America. nello stato del Montana, nella Contea di Gallatin. Nel 2010 contava 210 abitanti.